# L'Aube des dragons
L'Aube des dragons (titre original : Dragonsdawn) est un roman de science-fiction écrit par Anne McCaffrey. Il fait partie de l'univers de la Ballade de Pern et en est le premier tome dans l'ordre chronologique. C'est dans ce livre qu'apparaissent pour la première fois les Fils, les lézards de feu, les dauphins, les dragons et les Chevaliers-Dragons.

## Résumé
Après un voyage de 17 ans depuis la terre vers le Secteur du Sagittaire dans le système Rukbat, trois vaisseaux de colonisations arrivent enfin à leur destination Pern. Cette mission est menée par l'amiral Paul Benden qui est secondé par Emily Boll. La décision du site d'atterrissage étant prise, les 6000 colons sont réveillés et le débarquement peut commencer. Le camp est établi sur une île disposant de 3 volcans éteints et se nomme le Terminus. Peu après l'atterrissage, Sorka Hanrahan et Sean Connell découvrent le nid d'une créature de Pern que Sorka appelle "dragonet" et Sean "lézard". Ils assistent à une éclosion et marque 3 des créatures (Sorka a marqué un bronze tandis que Sean marquait 2 bruns).
Alors que tout se passe bien, une menace s'annonce. Une "pluie" tombe sur Pern ravageant tout sur son passage. Les seules choses/personnes qui survivent sont celles protégées par les dragonets. Les colons calculent le temps et la durée de chaque "pluie" et leur donne le nom de "Chute" et les organismes la composant reçoivent le nom de "Fils". Chaque période de Chute dure de 40 à 50 ans avec un intervalle de 250 ans. Les fils peuvent être détruit par le feu, l'eau et l'HNO3.
Dans un premier temps, afin de lutter les colons modifient les traîneaux qu'ils ont amené avec eux, les armant de lance-flamme. Vu les piètres résultats, les gouverneurs Paul Benden et Emily Boll rendent visite à Kitti Ping Yung et Fleur du Vent (la petite fille de Kitti Ping Yung) pour lui demander de modifier les dragonets (en faire de vrais dragons). Vingt-sept œufs sont arrivés à terme puis emmenés dans l'aire d'éclosion créée pour l'occasion. Sur les vingt-sept œufs, dix-huit donneront naissance à des dragons. Lors de l'éclosion, Sean marqua un bronze, Carenath, et Sorka un or, Faranth. Après la mort de sa grand-mère, Fleur du Vent continuera ses travaux mais ne connaitra pas le même succès.
Lorsque le volcan se réveille, les colons sont obligés d'aller se réfugier dans le nord. La traversée est organisée et, avec l'aide des dauphins, la majorité de l'équipement et des personnes arrivent à destination. Les dragons pendant ce temps apprennent à voler, à cracher le feu et à se déplacer dans l'interstice. Lors de l'évacuation du Terminus, le traîneau du gouverneur Boll a eu un accident et elle a été grièvement blessée. Un autre accident impliquera un traîneau et un dragon, lors de la collision le dragon disparaîtra pour ne plus réapparaître. Alors que les dragons apprennent à cracher le feu, ils se rendent compte que les dragons dorés ne le peuvent pas. Afin de pouvoir combattre, les maîtresses des dragons dorés utilisent des lance-flammes. Les dragons participent à leur premier combat à la Chute de Fort et ainsi naissent les Chevaliers-Dragons de Pern comme l'annonce Sean à l'amiral Benden à la fin de la Chute.

## Technologie
Les colons arrivant sur Pern ont le désir d'y créer une société égalitaire, agraire et sans industrialisation importante. Les seuls éléments technologiques restants d'importance sont les trois vaisseaux de colonisation qui sont en orbite.

## Espèces présentes
- les humains
- les dragonets/lézards de feu
- les dauphins
- les dragons
- les Fils

## Personnages
- Paul Benden
- Emily Boll
- Sorka Hanrahan
- Sean Connell
- Kitti Ping Yung
- Fleur du Vent
- Carenath
- Faranth
- Sallah Telgar
- Tarvi Andiyar
- Ezra Keroon
- Zi Ongola
- Kenjo Fusaiyuki
- Joël Lilienkamp
- Avril Bitra
- Bart Lemos
- Jim Tillek